# Peter Wilhelm Friedrich Voigtländer
Peter Wilhelm Friedrich von Voigtländer (ur. 17 listopada 1812 w Wiedniu, zm. 1878) – austriacki optyk, jeden z pionierów fotografii, założyciel przedsiębiorstwa Voigtländer.
Był właścicielem zakładu optyczno-mechanicznego, założonego w 1756 w Wiedniu przez jego dziadka, Johanna Christophera Voigtländera. 
Od 1841 produkował w swoim zakładzie obiektywy Petzvala o bardzo dużej jak na owe czasy jasności, oraz aparaty fotograficzne do dagerotypów. 
W 1849 założył w Brunszwiku przedsiębiorstwo Voigtländer, jedną z pierwszych fabryk fotograficznych. 

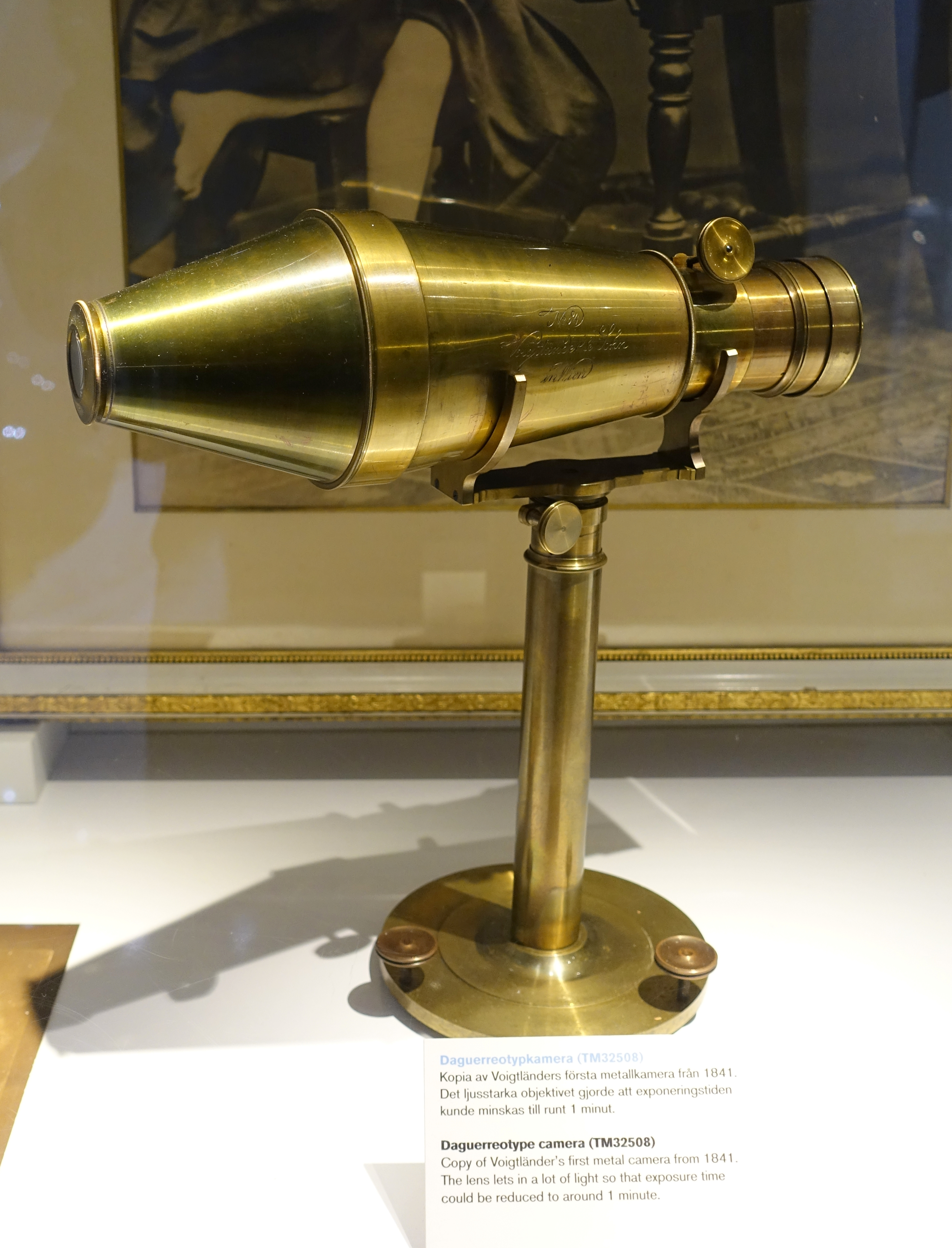
Replika aparatu marki Voigtlander do dagerotypu, znajdująca się w Muzeum Techniki w Szwecji.

W 1867 otrzymał tytuł szlachecki.